# Max Emmanuel de Bavière
Titre
Duc héritier de Bavière
Depuis le 8 juillet 1996
(28 ans, 8 mois et 6 jours)
Max Emmanuel de Bavière (Max Emanuel Prinz von Bayern), prince de Bavière et duc en Bavière depuis la mort de son père adoptif, le duc Louis-Guillaume en Bavière, en 1968, est né le 21 janvier 1937 à Munich.

## Famille
Max Emmanuel de Bavière, duc en Bavière, est le deuxième et dernier fils d'Albert de Bavière, chef de la Maison royale de Bavière, et de sa première épouse, la comtesse Maria Draskovich von Trakostján (1904-1969). Par son père, Max Emmanuel est donc l'arrière-petit-fils du dernier roi de Bavière Louis III (1845-1921).
Son grand-père, Rupprecht de Bavière, prétendant au trône de Bavière, héros de la Première Guerre mondiale et anti-nazi notoire est contraint à l'exil en 1939. Le duc Max-Emmanuel est interné en camp de concentration avec le reste de la famille.
Le 18 mars 1965, Max Emmanuel est adopté par son grand-oncle paternel, le duc Louis Guillaume en Bavière (1884-1968), qui n'a pas eu de descendance de son mariage avec Éléonore zu Sayn-Wittgenstein-Berlebourg. Le but de l'adoption est de conserver la lignée ducale en Bavière. Depuis la mort de son père adoptif, Max Emmanuel est le chef de la branche des ducs en Bavière. Il a hérité du château de Wildenwart de la lignée royale, et des biens de la lignée ducale : l'abbaye de Tegernsee avec des vastes terres et la brasserie ducale, les bains de Kreuth et les terres de l'abbaye de Banz. Le château de Possenhofen, maison paternelle de l'impératrice d'Autriche-Hongrie, Élisabeth en Bavière, a été vendu.

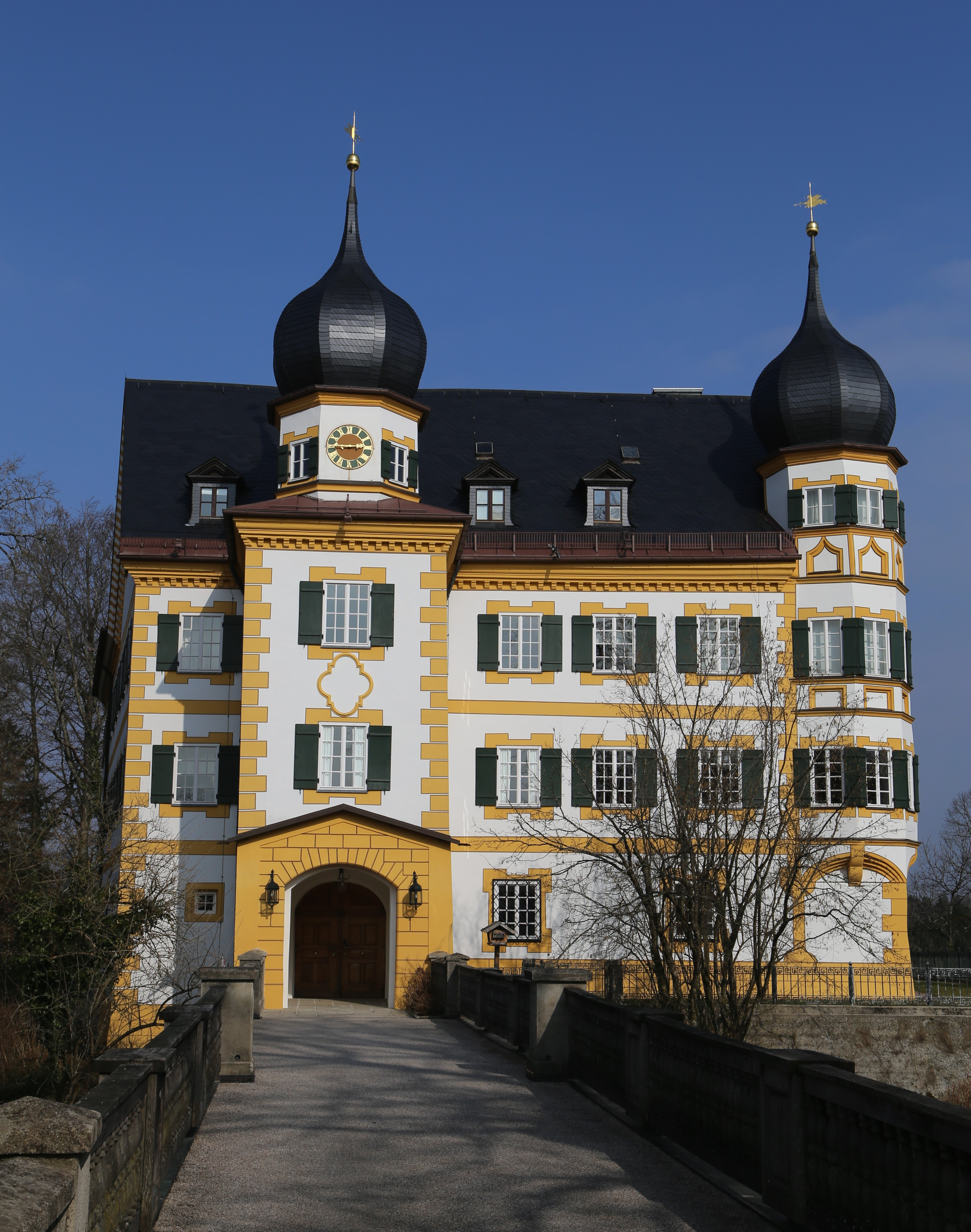
Château de Wildenwart
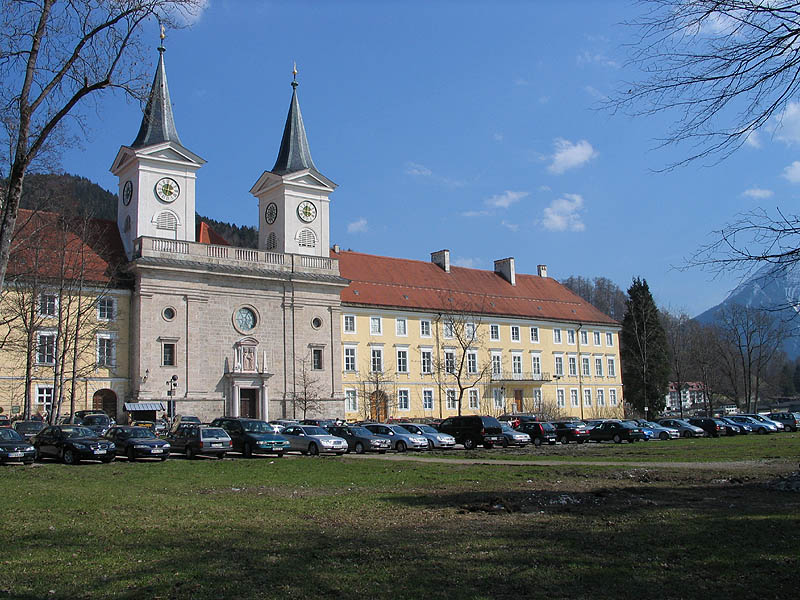
Abbaye de Tegernsee

Cependant, comme son frère aîné, le duc François de Bavière, est resté célibataire et sans enfant, l'héritage de la Maison de Wittelsbach devrait revenir aussi à Max Emmanuel, puis passer, après sa mort, à son cousin germain, le prince Luitpold (né en 1951), dont le mariage avec Katharina Beatrix Wiegand a été reconnu par le duc Franz comme dynastique le 3 mars 1999, et alors passer au fils ainé de celui, Ludwig de Bavière (né en 1982). Cependant, les prétentions jacobites sur les couronnes d'Angleterre, d'Irlande et d'Écosse devraient rester transmises à sa fille et héritière Sophie, princesse consort du Liechtenstein puisque les droits Stuart sont transmissibles par les femmes.
Le prince Max Emmanuel épouse civilement le 10 janvier 1967 à Kreuth et religieusement le 24 janvier suivant à Munich, la comtesse Élisabeth Christine Douglas, née le 31 décembre 1940 à Stockholm, issue d'une famille de la noblesse écossaise.
Cinq filles sont nées de cette union :
- Sophie Elisabeth Marie Gabrielle en Bavière, née à Munich le 28 octobre 1967, qui épouse le 3 juillet 1993 à Vaduz, le prince héritier Alois de Liechtenstein, dont elle a quatre enfants ;
- Marie Caroline Hedwige Eleonore en Bavière, née à Munich le 23 juin 1969, qui épouse civilement le 28 juin 1991 à Altshausen et religieusement le 27 juillet suivant à Tegernsee, Philippe, duc de Wurtemberg (fils de Charles de Wurtemberg et de Diane d'Orléans), dont quatre enfants ;
- Helene Eugenie Marie Donatha Mechthilde en Bavière, née à Munich le 6 mai 1972 ;
- Elisabeth Marie Charlotte Franziska en Bavière, née à Munich le 4 octobre 1973, qui épouse civilement le 30 décembre 2003 et religieusement le 25 septembre 2004 à Tegernsee, Daniel Terberger (dirigeant du groupe textile Katag (de)), dont deux enfants ;
- Maria Anna Henriette Gabriele Julie en Bavière, née à Munich le 7 mai 1975, qui épouse le 8 septembre 2007 à Tegernsee, Klaus Runow (un banquier d'investissement). Ils divorcent en 2015. Marie Anne épouse en secondes noces, le 16 octobre 2015, le baron Andreas von Maltzan, dont deux fils du premier mariage.

## Biographie
Avec ses sœurs, les jumelles Marie Gabrielle (1931) et Charlotte (1931-2018), et son frère François (né en 1933), Max Emmanuel a grandi à Munich, en Croatie et en Hongrie. En octobre 1944, son père a été arrêté par la Gestapo et détenu, avec sa famille, dans les camps de concentration de Sachsenhausen, Flossenbürg et Dachau.
Après la guerre, Max Emmanuel a fréquenté le lycée humaniste d'Ettal et, comme son frère aîné, étudié la gestion d'entreprise aux universités de Munich et de Zurich. En Suisse, il a suivi un stage dans la banque avant de travailler dans l'administration de la Hofkammer ou fonds de compensation de la famille Wittelsbach (WAF)[réf. nécessaire].
Max Emmanuel est membre du conseil d'administration de l'université Louis-Maximilien de Munich et du comité local de secours de l'ordre souverain de Malte. Avec sa famille, il habite le château de Wildenwart et l'ancienne abbaye de Tegernsee.
Max Emmanuel est un descendant d'Henriette-Anne Stuart (sœur cadette des rois Charles II et Jacques II d'Angleterre), première épouse de Philippe de Bourbon, duc d'Orléans. C'est pourquoi il est considéré par les Jacobites comme héritier de son frère François du trône britannique et devrait être nommé par eux « Maximilien Ier, roi d'Angleterre, d'Irlande, d'Écosse et de France ». Il n'utilisera vraisemblablement jamais ce titre. Actuellement, il est titré « duc d'Albany » par les Jacobites. N'ayant pas de fils, après lui, la prétention à la succession catholique des Stuart devrait revenir à sa fille aînée Sophie, princesse de Liechtenstein.

## Ascendance
|  |                                              |  |  |  |  |  |  |  |  |  |  |  |  |
|  | 8. Louis III de Bavière                      |  |  |  |  |  |  |  |  |  |  |  |  |
|  |                                              |  |  |  |  |  |  |  |  |  |  |  |  |
|  |                                              |  |  |  |  |  |  |  |  |  |  |  |  |
|  | 4. Rupprecht de Bavière                      |  |  |  |  |  |  |  |  |  |  |  |  |
|  |                                              |  |  |  |  |  |  |  |  |  |  |  |  |
|  |                                              |  |  |  |  |  |  |  |  |  |  |  |  |
|  | 9. Marie-Thérèse de Modène                   |  |  |  |  |  |  |  |  |  |  |  |  |
|  |                                              |  |  |  |  |  |  |  |  |  |  |  |  |
|  |                                              |  |  |  |  |  |  |  |  |  |  |  |  |
|  | 2. Albert de Bavière                         |  |  |  |  |  |  |  |  |  |  |  |  |
|  |                                              |  |  |  |  |  |  |  |  |  |  |  |  |
|  |                                              |  |  |  |  |  |  |  |  |  |  |  |  |
|  | 10. Charles-Théodore en Bavière              |  |  |  |  |  |  |  |  |  |  |  |  |
|  |                                              |  |  |  |  |  |  |  |  |  |  |  |  |
|  |                                              |  |  |  |  |  |  |  |  |  |  |  |  |
|  | 5. Marie Gabrielle en Bavière                |  |  |  |  |  |  |  |  |  |  |  |  |
|  |                                              |  |  |  |  |  |  |  |  |  |  |  |  |
|  |                                              |  |  |  |  |  |  |  |  |  |  |  |  |
|  | 11. Marie-Josèphe de Bragance                |  |  |  |  |  |  |  |  |  |  |  |  |
|  |                                              |  |  |  |  |  |  |  |  |  |  |  |  |
|  |                                              |  |  |  |  |  |  |  |  |  |  |  |  |
|  | 1. Max Emmanuel de Bavière                   |  |  |  |  |  |  |  |  |  |  |  |  |
|  |                                              |  |  |  |  |  |  |  |  |  |  |  |  |
|  |                                              |  |  |  |  |  |  |  |  |  |  |  |  |
|  | 12. Pál Draskovich von Trakostján            |  |  |  |  |  |  |  |  |  |  |  |  |
|  |                                              |  |  |  |  |  |  |  |  |  |  |  |  |
|  |                                              |  |  |  |  |  |  |  |  |  |  |  |  |
|  | 6. Dionys Draskovich von Trakostján          |  |  |  |  |  |  |  |  |  |  |  |  |
|  |                                              |  |  |  |  |  |  |  |  |  |  |  |  |
|  |                                              |  |  |  |  |  |  |  |  |  |  |  |  |
|  | 13. Mária Festétics de Tólna                 |  |  |  |  |  |  |  |  |  |  |  |  |
|  |                                              |  |  |  |  |  |  |  |  |  |  |  |  |
|  |                                              |  |  |  |  |  |  |  |  |  |  |  |  |
|  | 3. Maria Draskovich von Trakostján           |  |  |  |  |  |  |  |  |  |  |  |  |
|  |                                              |  |  |  |  |  |  |  |  |  |  |  |  |
|  |                                              |  |  |  |  |  |  |  |  |  |  |  |  |
|  | 14. Alfred de Montenuovo                     |  |  |  |  |  |  |  |  |  |  |  |  |
|  |                                              |  |  |  |  |  |  |  |  |  |  |  |  |
|  |                                              |  |  |  |  |  |  |  |  |  |  |  |  |
|  | 7. Juliana de Montenuovo                     |  |  |  |  |  |  |  |  |  |  |  |  |
|  |                                              |  |  |  |  |  |  |  |  |  |  |  |  |
|  |                                              |  |  |  |  |  |  |  |  |  |  |  |  |
|  | 15. Franziska Kinsky von Wchinitz und Tettau |  |  |  |  |  |  |  |  |  |  |  |  |
|  |                                              |  |  |  |  |  |  |  |  |  |  |  |  |
|  |                                              |  |  |  |  |  |  |  |  |  |  |  |  |